# Charkowski Okręg Wojskowy

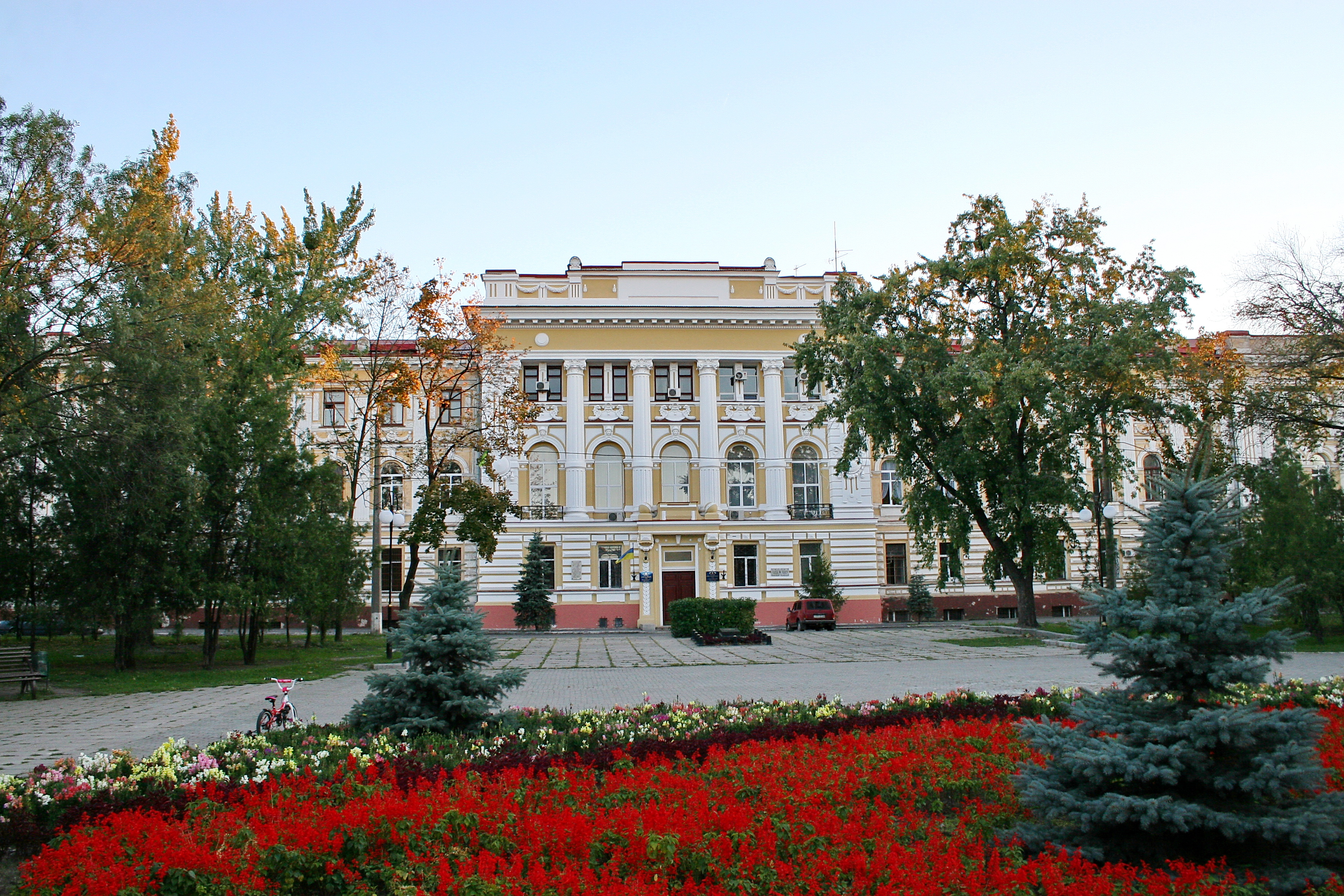
Siedziba dowództwa okręgu

Charkowski Okręg Wojskowy (ros. Харьковский военный округ, ХВО) – ogólnowojskowy, operacyjno-terytorialny związek radzieckich sił zbrojnych.
Utworzony rozkazem Ludowego Komisariatu Obrony nr 079 z 17 maja 1935 na bazie rozwiązanego Ukraińskiego Okręgu Wojskowego.  Sztab znajdował się w Charkowie.

## Dowódcy Okręgu
- gen. por. (od 1940) Michaił Kowalow: 11 kwietnia 1940 (rozkaz LKO nr 0050) - 18 grudnia 1940 (rozkaz LKO nr 556;
- gen. por. (1940) Andriej Smirnow: 18 grudnia 1940 (rozkaz LKO nr 556) - ?

## Członkowie Rady Wojskowej
- komisarz korpusu (1940) Timofiej Nikołajew: 4 listopada 1939 (rozkaz LKO nr 00425) - ?

## Szefowie Sztabu
- gen. mjr (1940) Wasilij Tupikow: 28 kwietnia 1939 (rozkaz LKO nr 01702) - 3 grudnia 1940 (rozkaz LKO nr 05369);
- gen. mjr (1940) Władimir Kołpakczi: 18 grudnia 1940 (rozkaz LKO nr 556) - ?.